# Storia del Benin
Il nome Benin non ha un preciso legame di provenienza dal regno del Benin. Tuttavia il nome Repubblica del Benin ha sostituito lo storico nome di regno del Benin nel tentativo di soppiantare l'antico nome coloniale di Dahomey che venne utilizzato per indicare la regione ancora prima dell'avvento dei francesi.

## Il regno del Benin
Durante il XIII secolo la popolazione dell'Edo della Nigeria occidentale occupò la regione in piccoli insediamenti locali che vennero unificati nel XV secolo sotto un solo sovrano, chiamato oba.
Sotto la dinastia fondata da Ewuare il Grande, il più famoso degli oba, il territorio del Benin si espanse fino a coprire il territorio fra il del fiume Niger e quella che oggi è la città nigeriana di Lagos. Il regno degli oba fondò uno stato fortemente centralizzato e stabilirono relazioni commerciali fondate sul traffico degli schiavi con i colonizzatori portoghesi e i tedeschi giunti nel XV secolo in Africa.

## Il periodo coloniale

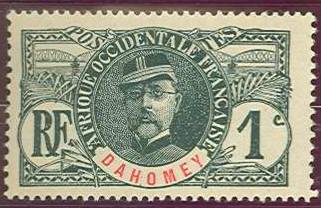
Francobollo del periodo coloniale con la stampigliatura "Dahomey"

Il declino degli oba iniziò al principio del XVIII secolo, quando una serie di lotte intestine si prolungò fino al XIX secolo aprendo la strada alla colonizzazione della Francia nel 1872.
Il 23 febbraio 1863 la Francia, in seguito ad un accordo con il sovrano locale, assunse il protettorato sul regno di Hogbonu (Porto-Novo) nella parte meridionale del paese, nel 1868, in virtù di un accordo stipulato con Glele, sovrano del regno di Dahomey, estese il suo controllo su Cotonou e nel 1879 iniziò l'espansione nelle aree settentrionali del territorio. Nel 1883 i protettorati francesi di Ouidah, Grand-Popo, Porto-Novo e Cotonou vennero uniti da un punto di vista amministrativo con il nome di Les Établissements Français du Golfe de Benin e sottoposti all'autorità dapprima del Governatore del Gabon e dal 1886 a quello del Senegal.
Negli anni successivi si susseguirono scontri con le forze del regno del Dahomey fino a quando, il 22 giugno 1893, dopo la sconfitta del sovrano Behanzin e la sua deportazione a Martinica Porto Novo venne dichiarata colonia francese.
L'anno successivo la regione venne inglobata nel territorio dell'Africa Occidentale Francese con il nome di Dahomey.
Durante il dominio francese venne costruito un porto a Cotonou, in concomitanza con diversi tratti di strada ferrata. Grazie all'apporto della Chiesa Cattolica vennero aperti diversi istituti scolastici e molte missioni.
Nel 1946 il Dahomey divenne un protettorato d'oltremare con un proprio parlamento e dei rappresentanti nell'assemblea nazionale francese. Il 4 dicembre 1958 il paese divenne la Repubblica del Dahomey, godendo del diritto di autogoverno.

## Il Benin post-coloniale
Il 1º agosto 1960 la Repubblica del Dahomey ottenne la piena indipendenza dalla Francia. Il suo primo presidente fu Hubert Maga che aveva ottenuto la carica di Primo Ministro nel periodo di transizione dal dominio francese.
L'anno successivo la nazione rivendicò la propria sovranità anche sul forte portoghese di São João Baptista de Ajudá, annettendolo. A causa dell'instabilità del paese causata da problemi economici, dalle forti disuguaglianze sociali e dalle tensioni etniche, un colpo di Stato nel 1963 destituì Maga che venne sostituito da Justin Ahomadegbé in qualità di presidente, il quale venne a sua volta deposto nel 1963 dal colonnello Paul-Émile de Souza.
Nel 1970 la carica presidenziale venne affidata ad un triumvirato composto dallo stesso Maga, dal suo alleato politico Sourou Migan Apithy e da Ahomadegbé.
Nel 1972 un altro colpo di Stato portò alla presidenza il maggiore Mathieu Kérékou. Il nome del paese venne cambiato in Benin nel 1975 e dal 1974 al 1988 il Benin, sotto il comando di Kérékou, divenne uno stato socialista, guadagnandosi l'appellativo di Cuba d'Africa. Il regime della Repubblica Popolare del Benin ha subito importanti trasformazioni durante la sua esistenza: un breve periodo nazionalista (1972-1974); una fase socialista (1974-1982); e una fase di apertura verso i paesi occidentali e il liberalismo economico (1982-1990). Furono attuati ampi programmi di sviluppo economico e sociale, ma i risultati furono contrastanti. Nel 1974, sotto l'influenza di giovani rivoluzionari - i "Leaguers" - il governo si imbarcò in un programma socialista: nazionalizzazione di settori strategici dell'economia, riforma del sistema educativo, creazione di cooperative agricole e nuove strutture di governo locale, e una campagna per sradicare le "forze feudali", compreso il tribalismo. Il regime vieta le attività dell'opposizione.
Le libere elezioni indette nel 1991 videro la sconfitta di Kérékou in favore di Nicéphor Soglo, che perse le successive elezioni a favore di Kérékou nel 1996, nonostante evidenti brogli elettorali.
Nelle elezioni del 2006 Kérékou ha rinunciato alla candidatura portando alla elezione di Yayi Boni.
Nell'aprile 2025, il governo del Benin ha adottato una legge che riconosce 16 regni, 80 capi anziani e 10 capi tradizionali attraverso una nuova legge, adottata nel marzo 2025. Il periodo precoloniale, fissato al 1894 per il sud e al 1897 per il nord del Benin, è servito da riferimento storico per il disegno di legge per l'istituzionalizzazione della carica di capo in Benin. e per regolamentare le norme sui territori tradizionali.